# جعفر قاسم
جعفر قاسم (بالفرنسية: Djafar Gacem) (مواليد 12 مايو 1963) هو مخرج وكاتب سيناريو ومنتج تلفزيوني وسينمائي جزائري. يعتبر أول من أدخل السيتكوم إلى الجزائر، وساهم في إنتاج بعض من أنجح المسلسلات الجزائرية الرمضانية. يملك شركة *برود آرت فيلم* للإنتاج، التي تميزت بإنتاجها لمجموعة من الأعمال الفنية البارزة التي أثرت في المشهد الإعلامي والثقافي في الجزائر.

## أعمال تلفزيونية

### مسلسلات
| الاعمال            | النوع       | السنة |
| ------------------ | ----------- | ----- |
| ناس ملاح سيتي 1    | سيت كوم     | 2002  |
| ناس ملاح سيتي 2    | سيت كوم     | 2004  |
| ناس ملاح سيتي 3    | سيت كوم     | 2005  |
| بيناتنا            | سيت كوم     | 2006  |
| موعد مع القدر      | دراما       | 2007  |
| جمعي فاميلي        | سيت كوم     | 2008  |
| جمعي فاميلي 2      | سيت كوم     | 2009  |
| جمعي فاميلي 3      | سيت كوم     | 2011  |
| قهوة ميمون         | سيت كوم     | 2012  |
| دار البهجة         | سيت كوم     | 2013  |
| السلطان عاشور 10   | سيت كوم     | 2015  |
| بوزيد دايز         | سيت كوم     | 2016  |
| عودة المفتش الطاهر | رسوم متحركة | 2016  |
| السلطان عاشور 10 2 | سيت كوم     | 2017  |
| السلطان عاشور 10 3 | سيت كوم     | 2021  |
| دار لفشوش 1        | سيت كوم     | 2023  |
| دار لفشوش 2        | سيت كوم     | 2024  |

### برامج أخرى
| الاعمال     | النوع         | السنة |
| ----------- | ------------- | ----- |
| جيل ميوزيك  | برنامج موسيقي | 1998  |
| واش داني    | كاميرا خفية   | 2010  |
| الوجه الآخر | كاميرا خفية   | 2006  |

## روابط خارجية
- جعفر قاسم على موقع IMDb (الإنجليزية)
- جعفر قاسم على موقع قاعدة بيانات الأفلام العربية
- جعفر قاسم على موقع ألو سيني (الفرنسية)